# Maîtrise de l'Opéra national du Rhin - Petits chanteurs de Strasbourg
La maîtrise de l'opéra national du Rhin, est un chœur d'enfants, d'adolescents  et d'hommes strasbourgeois qui sont répartis en différents ensembles selon leur âge et maturité vocale.

## Histoire
Les Petits Chanteurs de Strasbourg est créé en 2001 et dirigé par Philippe Utard jusqu'à 2013, devenant  officiellement la maîtrise de l'opéra national du Rhin en 2010.
Les choristes interprètent des chants profanes, classiques ou contemporains, ils se produisent à l'occasion de concerts pendant la saison, de tournées en Europe, en Russie, aux États-Unis, en Espagne ou encore lors des représentations de l'Opéra national du Rhin.
Depuis 2013, le chœur est dirigé par le chef de chœur franco-argentin Luciano Bibiloni,.
La maîtrise est à l'origine de certains disques comme ceux de La Damnation de Faust ou de l'Hallelujah de Haendel. 
Depuis 2017, le chœur mène un projet participatif « A vos marques, prêts... Chantez ! ». La première année de ce projet, fut couronnée par un concert autour du Messie de Haendel où 700 chanteurs amateurs ont chanté avec la maîtrise, sous la direction de Luciano Bibiloni à la tête de l'Orchestre du Rhin sur instruments anciens. 
Pour l'un de ces projets, cette fois-ci autour de Carmen, en 2018, les chanteurs ont reçu la visite du président de la République Emmanuel Macron,.
Par ailleurs, le chœur donne régulièrement des concerts durant le temps de Noël,.

## Chefs de chœur
- Philippe Utard (2001-2013)[10]
- Luciano Bibiloni (depuis 2013)

## Enregistrements
- 2010 : CD signes 59
- 2011 : Petits chanteurs : Voix d'enfants, Chœurs de France
- 2012 : Chants notés de l'assemblée (152 chants pour la liturgie)
- 2016 : Hallelujah! de Haendel
- 2019 : La Damnation de Faust de Berlioz enregistré avec Erato (label)[11]

## Prix
- Prix de la fondation Aquatique Show International
- Prix de la fondation SNCF 2017[12][source insuffisante]